# Citybois
Citybois er en dansk popduo bestående af Anthon Edwards Knudtzon og Thor Blanchez Farlov, der var aktiv fra 2014 -2020. Gruppen blev kendt gennem deres deltagelse i X Factor 2015, hvor de opnåede en fjerdeplads. Thomas Blachman var deres mentor.
Duoen har holdt pause på ubestemt tid siden 2020, og medlemmerne har helliget sig egne projekter.

## Karriere
Citybois åbnede X Factor-finaleshowet den 27. marts 2015 i Boxen i Herning. Her optrådte de med deres første single "Things We Do". Sangen er skrevet og produceret af den danske popgruppe Scarlet Pleasure. "Things We Do" debuterede på fjerdepladsen af hitlisten, og slog dermed vinderen af X Factor Emilie Esther, hvis single "Undiscovered" blev nr. 10 på listen. Singlen modtog guld i juli 2015.
Den 14. juni 2015 udkom Citybois' anden single, "Purple Light", der er produceret af Providers, der bl.a. står bag Medina. Sammen med Rasmus Bjerg har de lavet julesangen "En Rigtig Drengejul", der blev brugt til Zulu Comedy Galla 2015. Den 15. november 2015 udgav Citybois deres single "Ridin".
Den 22. juni 2016 udkom Citybois' første single på dansk, "Bedre end Rihanna". Alle efterfølgende singler har været udgivet på dansk. Den nyeste single hedder "Finde tilbage” hvor Svea Kågemark synger et vers på svensk.
Duoen udgav herefter singlen "Pool" med kunstneren TopGunn.

## Diskografi

### Album
| Titel        | Albumdetaljer                                                   | Højeste placering | Certificering |
| Titel        | Albumdetaljer                                                   | Danmark           | Certificering |
| ------------ | --------------------------------------------------------------- | ----------------- | ------------- |
| Bois Forever | - Udgivet: 15. maj 2020 - Selskab: Universal - Format: Download | 1                 | - Guld        |

### EP'er
| Titel              | Albumdetaljer                                                             | Højeste placering | Certificering |
| Titel              | Albumdetaljer                                                             | Danmark           | Certificering |
| ------------------ | ------------------------------------------------------------------------- | ----------------- | ------------- |
| What Bois About To | - Udgivet: 21. december 2015 - Selskab: Sony Music - Format: CD, download | 11                | - Guld        |

### Singler
| År                                                       | Titel                                    | Højeste placering | Certificering | Album              |
| År                                                       | Titel                                    | Danmark           | Certificering | Album              |
| -------------------------------------------------------- | ---------------------------------------- | ----------------- | ------------- | ------------------ |
| 2015                                                     | "Things We Do"                           | 4                 | - Guld        | What Bois About To |
| 2015                                                     | "Purple Light"                           | 23                | - Platin      | What Bois About To |
| 2015                                                     | "En rigtig drengejul" (med Rasmus Bjerg) |                   | - Guld        |                    |
| 2015                                                     | "Ridin'"                                 | 27                |               | What Bois About To |
| 2016                                                     | "Bedre end Rihanna"                      | 10                | - Platin      | ikke-album singler |
| 2016                                                     | "Hånd i hånd"                            | —                 |               | ikke-album singler |
| 2016                                                     | "Som om"                                 | 20                |               | ikke-album singler |
| 2016                                                     | "Under 18"                               | 22                | - Platin      | ikke-album singler |
| 2017                                                     | "Hjem igen"                              | —                 |               | ikke-album singler |
| 2017                                                     | "Dum som mig"                            | 11                | - Platin      | ikke-album singler |
| 2017                                                     | "Pool" (featuring TopGunn)               |                   | - Platin      | ikke-album singler |
| 2017                                                     | "Jakke"                                  | 39                |               | ikke-album singler |
| 2018                                                     | "Held op" / "Lykkelig"                   | —                 |               | ikke-album singler |
| 2018                                                     | "De eneste"                              | 33                |               | ikke-album singler |
| 2018                                                     | "Ring på dig"                            | 32                | - Guld        | ikke-album singler |
| 2018                                                     | "Glemme mig"                             | 32                |               | ikke-album singler |
| 2018                                                     | "Helt fair" (featuring Icekiid)          | 28                | - Guld        | ikke-album singler |
| 2018                                                     | "Synger for mig" (featuring Skinz)       | 9                 | - Guld        | ikke-album singler |
| 2019                                                     | "Natten rammer" (featuring Boua)         | —                 |               | ikke-album singler |
| 2019                                                     | "Sig mig"                                | 11                | - Platin      | Bois Forever       |
| 2019                                                     | "Finde tilbage"                          | 4                 | - Platin      | Bois Forever       |
| 2020                                                     | "Det kom som et chok"                    | 19                |               | Bois Forever       |
| 2020                                                     | "Se os"                                  | 21                |               | Bois Forever       |
| 2020                                                     | "Sol over København" (featuring Kesi)    |                   | - Guld        | Bois Forever       |
| 2020                                                     | "Ringer i morgen"                        | 31                |               | Bois Forever       |
| 2020                                                     | "Mor"                                    | —                 |               | Bois Forever       |
| "—" markerer en udgivelse der ikke opnåede en placering. |                                          |                   |               |                    |